# Hôtel Melia Barcelona Sky
L'hôtel Melia Barcelona Sky, appelé anciennement Habitat Sky, est un gratte-ciel de Barcelone, en Espagne.

## Situation
L'édifice s'élève au cœur du quartier de Poblenou, dans le district de Sant Marti, au n° 272, rue Pierre IV, à l'intersection avec la rue Lope-de-Vega et l'avenue Diagonale.

## Construction
L'hôtel est construit de 2004 à 2007 sur les plans de l'architecte français Dominique Perrault.

## Architecture
Culminant à 115 mètres de hauteur, il comprend 31 étages et fait partie du complexe Pere IV qui comporte trois autres immeubles. Il est le 4e édifice le plus haut de Barcelone.
L'immeuble comporte 253 chambres, dont 4 pour les personnes handicapées, et deux restaurants, le premier ouvert au public et le second réservé aux clients de l'hôtel.
Il y a deux importantes salles de conférence, une au sous-sol et une autre au second étage.
Le Youtubeur Léo Urban a reussi à escalader le building en seulement 20 min.